# Canales (Cantabria)
Canales es una localidad del municipio de Udías (Cantabria, España). En el año 2022 contaba con una población de 83 habitantes (INE). La localidad se encuentra a 260 metros de altitud sobre el nivel del mar, y a 3,5 kilómetros de la capital municipal, Pumalverde.